# ГЕС Сесан 4
ГЕС Сесан 4 – гідроелектростанція у центральній частині В’єтнаму. Знаходячись між ГЕС Сесан 3А (вище по течії) та ГЕС Сесан 4А, входить до складу каскаду у сточищі річки Сесан, яка вже на території Камбоджі зливається з Секонг і невдовзі впадає ліворуч до Меконгу.
У межах проекту річку перекрили греблею із ущільненого котком бетону висотою 74 метри, довжиною 834 метри та шириною по гребеню 10 метрів. Ця споруда потребувала 1,3 млн м3 матеріалу, а всього під час будівництва станції використали 1,42 млн м3 бетону (та провели екскавацію 2 млн м3 породи). Гребля утримує водосховище з площею поверхні 5,84 км2 та корисним об’ємом 26 млн м3.
Пригреблевий машинний зал обладнали трьома турбінами типу Френсіс загальною потужністю 360 МВт, які працюють при напорі у 61,7 метра.